# فابيان مونيوث
فابيان مونيوث (بالإسبانية: Fabián Muñoz)‏ (20 ديسمبر 1978 في تشيلي - ) هو مدرب كرة قدم ولاعب كرة قدم تشيلي في مركز الهجوم. لعب مع نادي كوميونيكيشنس.

## وصلات خارجية
- فابيان مونيوث على موقع قاعدة بيانات كرة القدم.إي يو (الإنجليزية)
- فابيان مونيوث على موقع Soccerway.com (الإنجليزية)